# 58 Concordia
58 Concordia este un asteroid din centura principală, descoperit pe 24 martie 1860, de Robert Luther.